# Копрограмма

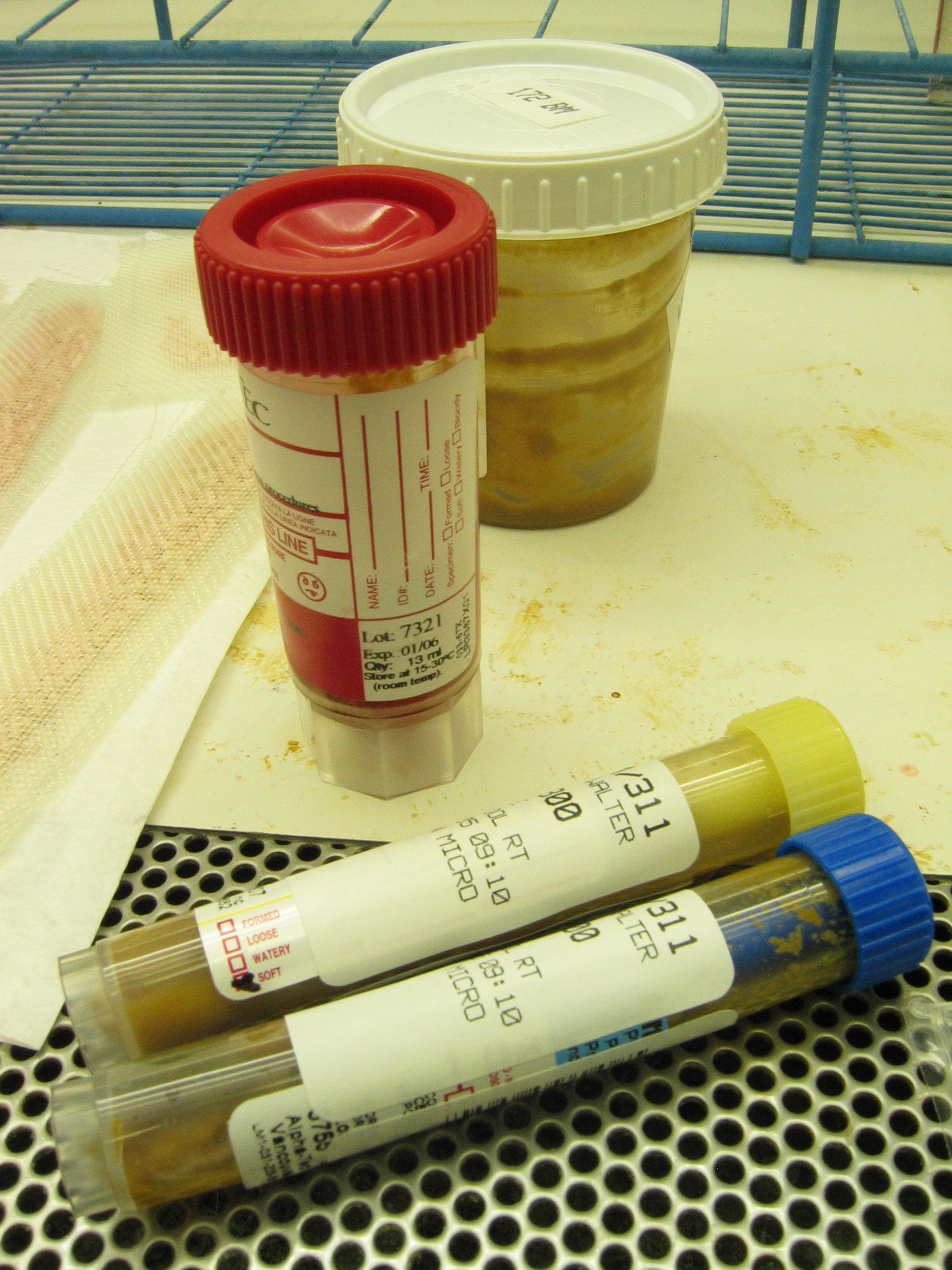
Транспортация кала в специализированной посуде

Копрогра́мма — лабораторное исследование кала с целью диагностики заболеваний органов пищеварения, в частности — для обнаружения лейкоцитов и эритроцитов с целью дифференциальной диагностики острого бактериального гастроэнтерита, а также обнаружения яиц и зрелых форм гельминтов и простейших.
Исследование таких параметров, как наличие жиров, соединительной ткани, мыла, растительной клетчатки, крахмала, кристаллов, слизи, эпителия, грибов является устаревшим, нестандартизируемым, субъективным, неточным методом диагностики, результаты которого не представляют практически никакой диагностической ценности. Не существует исследований, подтверждающих диагностическое значение таких параметров микроскопии кала (осуществляемой, как правило, лишь в странах постсоветского пространства). В современных клинических рекомендациях по гастроэнтерологии и руководствах по клинической лабораторной диагностике такое понятие, как копрограмма, отсутствует. Лишь таким исследованиям, входящим в копрограмму, как исследование жиров и мышечных волокон отводится в лучшем случае вспомогательное значение. Диагностическую ценность имеют, как правило, лишь обнаружение лейкоцитов, эритроцитов и гельминтов и простейших.
С помощью копрологического исследования можно оценить:
- ферментативную активность и переваривающую способность желудка, кишечника, поджелудочной железы
- наличие воспалительного процесса в кишечнике
- эвакуаторную функцию желудка и кишечника
- наличие гельминтов и их яиц или простейших и цист
- состояние микрофлоры кишечника.

Кал собирают после самопроизвольной дефекации в специально предназначенную чистую, сухую посуду, не пропускающую влагу. В лабораторию кал должен быть доставлен не позже чем через 12 часов после его выделения. Нельзя направлять материал после клизмы, приёма некоторых лекарственных препаратов (например, содержащих железо, висмут, барий), введения свечей. В частности, для установления наличия непереваренных мышечных волокон следует инструктировать пациента: в течение предыдущих 72 часов необходимо употреблять около 150—250 г мяса в день.
Копрологическое исследование включает в себя определение физических свойств кала (макроскопическое исследование, химическое исследование кала и микроскопическое исследование кала).

## Макроскопическое исследование
При макроскопическом исследовании кала определяют:
- количество (в норме взрослый здоровый человек за сутки при смешанной диете выделяет 100—200 г кала, однако количество может варьировать в зависимости от характера пищи);
- форма (у здоровых людей кал цилиндрической формы);
- консистенция (у здоровых людей кал мягкой консистенции, однако консистенция кала сильно зависит от характера употребляемой пищи);
- цвет (нормального кала коричневый, обусловлен наличием стеркобилина);
- запах каловых масс специфический, обусловлен присутствием продуктов распада белков;
- остатки непереваренной пищи (у здорового человека можно обнаружить остатки растительной пищи);
- слизь (в норме не видна);
- кровь (в норме отсутствует);
- гной (также в кале здорового человека отсутствует);

## Химическое исследование
При химическом исследовании кала определяют:
- кислотность (pH) — в норме нейтральная или слабощелочная (6,8-7,6);
- реакция кала на скрытую кровь;
- обнаружение желчных пигментов (билирубина и стеркобилина) — в нормальном кале присутствует только стеркобилин;
- реакция Трибуле — Вишнякова — на обнаружение растворимых белков.

## Микроскопическое исследование

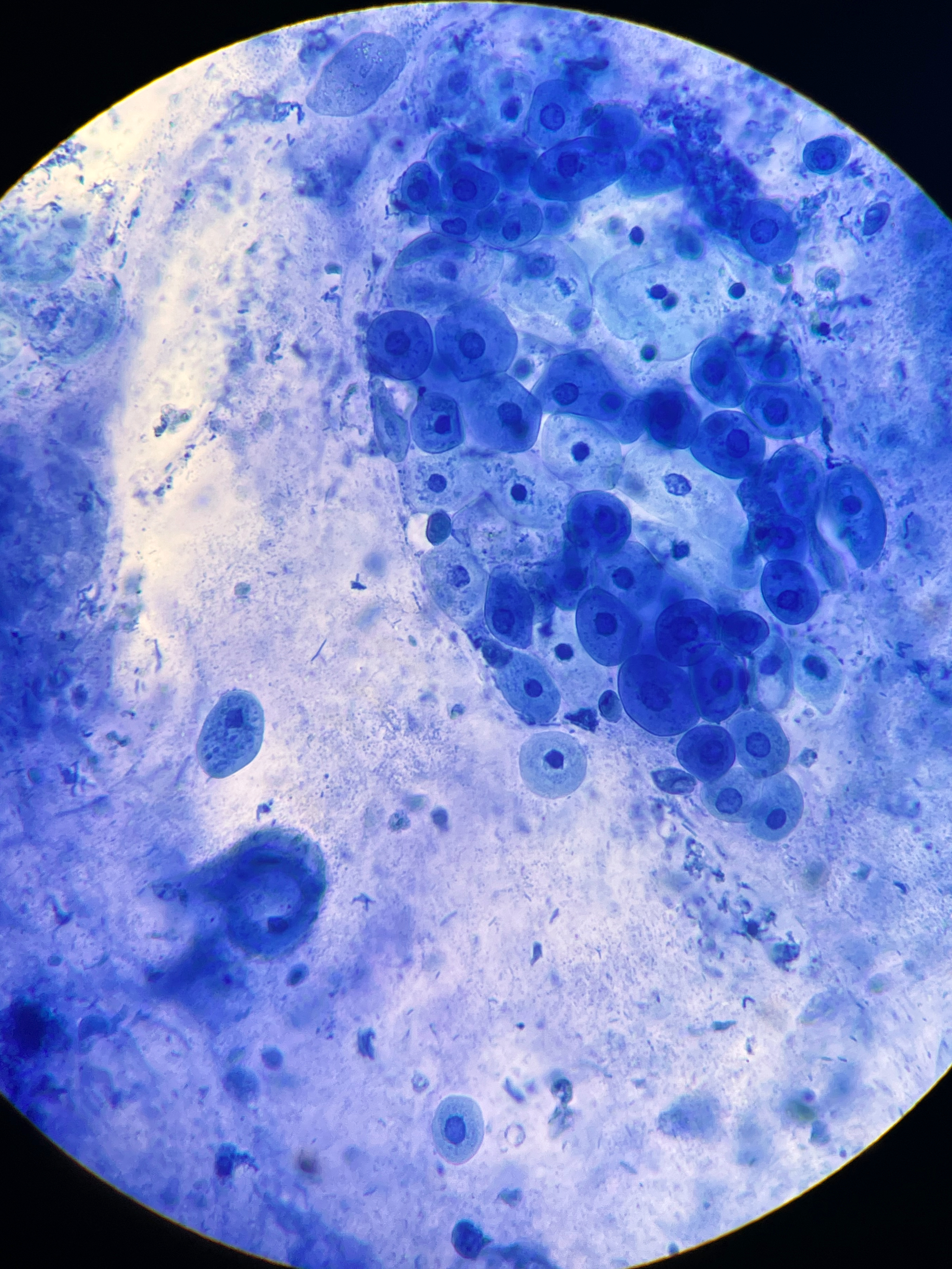
Пласты эпителия в кале, окраска метиленовым синим

На постсоветском пространстве принято делать три микроскопических препарата - нативный, с  раствором Люголя и с  метиленовым синим (либо с Суданом III, Суданом IV или Масляным красным О). Часто делают только один препарат - с раствором Люголя, а при необходимости делают с метиленовым синим.
При микроскопии определяют:
- детрит — остатки переваренной пищи;
- мышечные волокна; обнаруживаются при выраженной мальабсорбции и панкреатите.

Исследование кала на предмет мышечных волокон имеет ограниченную диагностическую ценность: для выявления выраженной мальабсорбции и панкреатита, ярко проявляющихся клинически, используются другие методы диагностики. Для исследования переваривания мышечных волокон пациент должен соблюдать определенную диету в течение трех суток перед исследованием, что редко соблюдается в реальной практике.
- соединительная ткань;
- крахмал; является нормальной находкой. При диарее количество может увеличиваться.
- перевариваемая клетчатка;
- жир нейтральный (триглицериды); жирные кислоты; соли жирных кислот (мыла́).

Микроскопическое исследование имеет очень ограниченную диагностическую ценность по причине низкой специфичности и чувствительности: при выраженном синдроме мальабсорбции стеаторея выявляется другими методами, кроме того, синдром мальабсорбции ярко проявляется клинически (целиакия, муковисцидоз). Подавляющее большинство исследований кала на качественное содержание жиров осуществляется без фактических показаний у клинически здоровых лиц, не имеющих признаков мальабсорбции и стеатореи. Микроскопический скрининг жиров может проводиться при подозрении на стеаторею. В частности, золотым стандартом диагностики является количественное определение жира в кале.
Нормальные значения нейтральных жиров: <60 глобул в поле зрения, жирных кислот: <100 глобул в поле зрения.
- микрофлора;
- элементы слизистой оболочки кишечника (эпителий, лейкоциты, эозинофилы, эритроциты).